# ウッドフレンズ森林公園ゴルフ場
ウッドフレンズ森林公園ゴルフ場（Wood Friends Shinrin Koen Golf Course）は、愛知県尾張旭市に広がるゴルフ場である。

## 概要
1954年（昭和20年）、名古屋にはゴルフ場が、「名古屋ゴルフ倶楽部・和合コース」だけしかなかった。先頭に立って推進したのが愛知県知事の桑原幹根だった、1954年（昭和29年）10月、「愛知カンツリー倶楽部・東山コース」が開場された。
桑原は、これからのゴルフは大衆化する、日本のゴルフが後れているのは、公営のパブリックコースがないからだ名古屋に「ベスページ・ステートパーク・ゴルフ場（Bethpage State Park Golf Courses）」の様な公営パブリックを造ろうと動いた。愛知県森林公園内に、新たなゴルフ場の建設に向けて経営母体「森林公園ゴルフ協会」を設立した。
ゴルフ場の建設用地がある愛知県森林公園は、植物園、野外演舞場、テニスコートなどの施設があり、東コース18ホールと西コース18ホールが計画された。コース設計を依頼された上田治は、全長、起伏とも申し分なく、適所をガードするハザードの所在によって、真に枝をみがくに遺憾なきコース、パブリックチャンピオンシップコースと語った。
1955年（昭和30年）12月1日、東コース、パー72、西コース、パー72のゴルフ場が完成、開場された。2013年（平成25年）4月、ゴルフ場名を森林公園ゴルフ場から「ウッドフレンズ森林公園ゴルフ場」に名称変更された。

## 所在地
〒488-0081 愛知県尾張旭市大字新居5182-1 

## コース情報
- 開場日 - 1955年12月1日
- 設計者 - 上田 治
- 面積 - 1,487,000m2（約45万坪）
- コースタイプ - 丘陵コース
- コース - 36ホールズ、パー144、13,729ヤード、コースレート 西コース72.7、東コース72.1
- グリーン - 2グリーン、ベント
- ハザード - バンカー110、池が絡むホール3
- プレースタイル - キャディ・セルフ選択可、乗用5人乗りカートキャディ付プレー・セルフプレー
- 練習場 - 21打席200ヤード
- 休場日 - 12月31日、1月1日、毎月第2・第4月曜日（変更の場合あり）[3]

## ギャラリー
- コース - [4]
- ハウス - [5]

## 交通アクセス
鉄道
- 中央線 (JR東海)・愛知環状鉄道 - 高蔵寺駅より タクシー利用 約10分
- 名鉄瀬戸線 -  三郷駅より タクシー利用 約5分
- 名古屋地下鉄東山線・リニモ - 藤が丘駅より[6]

道路
- 東名高速道路 - 春日井ICより 約7km 約10分
- 東名高速道路 - 名古屋ICより 約8km 約30分
- 東名高速道路 - 守山スマートICより 約6km 約16分[6]

## エピソード
- 愛知県知事・桑原幹根は、「ゴルフ知事」の異名をとる程、ゴルフ場造りに積極的だった[7]。

## 関連文献
- 『美しい日本のゴルフコース BEAUTIFUL GOLF CULTURE IN JAPAN 日本のゴルフ110年記念 ゴルフは日本の新しい伝統文化である』、ゴルフダイジェスト社、「美しい日本のゴルフコース」編纂委員会編、「桑原愛知県知事はゴルフ普及のため昭和30年公営コースを誕生させた」、東京 ゴルフダイジェスト社、2013年12月、2021年3月28日閲覧
- 『月刊ゴルフマネジメント』、「クローズアップ21(その184)パブリックの強みを活かし未経験者にゴルフの魅力を ウッドフレンズ森林公園ゴルフ場 ゴルフ人口拡大に環境整備、様々なイベントを展開」、東京 一季出版、2016年4月、2021年3月28日閲覧